# Sixto Rodriguez
Sixto Díaz Rodríguez również jako Rodríguez (ur. 10 lipca 1942 w Detroit, zm. 8 sierpnia 2023) – amerykański wokalista i gitarzysta z pogranicza rocka i folku, aktywista polityczny.
Jego muzyka stała się wyjątkowo popularna w Republice Południowej Afryki, gdzie przez wiele lat myślano, że artysta nie żyje. Sam muzyk nic o swojej popularności nie wiedział i pracował jako budowlaniec.
Historia jego popularności w RPA stała się kanwą filmu dokumentalnego Sugar Man, który w 2013 roku otrzymał Oscara.

## Życiorys
Urodził się w biednej dzielnicy Detroit, w rodzinie robotniczej pochodzenia meksykańskiego. Jego rodzice przybyli do USA w 1920 r. Był szóstym dzieckiem w rodzinie.
W 1967 r. nagrał pierwszy singiel „I’ll Slip Away” pod pseudonimem Rod Riguez, płyta nie zyskała popularności. Występował w klubach nocnych Detroit, gdzie podczas jednego z występów został zauważony przez producentów, dzięki czemu podpisał kontrakt z wytwórnią Sussex Records. Nakładem tej wytwórni ukazały się dwa jego albumy Cold Fact w 1970 i Coming from Reality w 1971 r. Płyty nie spotkały się z zainteresowaniem, sprzedano ich niewiele, w związku z czym wytwórnia zerwała współpracę z artystą.
Wobec braku zainteresowania jego twórczością, Rodríguez przerwał działalność muzyczną i poświęcił się pracy zarobkowej, wykonując prace fizyczne, np. przy remontach czy rozbiórkach domów, żyjąc przez lata na granicy ubóstwa. W 1989 r. bez powodzenia kandydował do rady miejskiej Detroit.
Po bezprecedensowym sukcesie filmu dokumentalnego przedstawiającego jego osobę, artysta rozpoczął trasę koncertową, którą jednak musiał przerwać z powodu złego stanu zdrowia. Odwołane zostały koncerty, które miały odbyć się 25 maja 2013 w Barcelonie oraz 31 maja 2013 w Póvoa de Varzim nieopodal Porto. Rodriguez cierpiał na jaskrę.

## Searching for Sugar Man
W 2012 r., podczas Sundance Film Festival, premierę miał brytyjsko-szwedzki film Sugar Man poświęcony twórczości Rodrígueza i fenomenowi jego popularności w Republice Południowej Afryki. Film ten zdobył Oscara w 2013 roku w kategorii najlepszy pełnometrażowy film dokumentalny. Historia Sixto Rodrigueza przedstawiona w nagrodzonym Oscarem filmie budzi jednak kontrowersje.

## Dyskografia
Albumy studyjne
- Cold Fact (1970)
- Coming from Reality (1971)

Albumy koncertowe
- Rodríguez Alive (1981) (Australia)
- Live Fact (1998) (RPA)

Kompilacje
- After the Fact (reissue of Coming From Reality) (1976) (RPA)
- At His Best (1977) (Australia)
- The Best of Rodriguez (1982) (RPA)
- Sugarman: The Best of Rodriguez (2005) (RPA)
- Searching for Sugar Man (soundtrack) (2012) – platynowa płyta w Polsce[8]

Single
- „I’ll Slip Away” b/w „You’d Like to Admit It” (1967) (jako Rod Riguez)
- „Inner City Blues” b/w „Forget It” (1970)
- „To Whom It May Concern” b/w „I Think of You” (1970)
- „Sugar Man” b/w „Inner City Blues” (1977) (Australia)
- „Climb Up on My Music” b/w „To Whom It May Concern” (1978) (Australia)
- „Sugar Man” b/w „Tom Cat” (z Muddy Waters) (2002) (Australia)